# 中村一 (造園学者)
中村 一（なかむら まこと、1931年1月1日 - ）は、日本の造園学者。京都大学名誉教授。日本造園学会会長も歴任。京都造形芸術大学客員教授。日本庭園・歴史遺産研究センター顧問。農学博士。愛称はピンさん。台湾台南市生まれ。和歌山県出身。

## 経歴
1972年から、岡崎文彬を引き継ぎ京都大学農学部林学科造園学講座の主任教授として後進の育成にあたるとともに、レクリエーションや造園の本質的な意味について深く研究。
1953年、京都大学農学部林学科卒業。同期に近藤公夫。1955年、京都大学大学院農学研究科林学専攻修士課程修了。京都大学助手。その後講師、助教授を経て1975年、京都大学農学部教授。
- 1959年
  - 名古屋市白川公園計画懸賞公募入選作品 二等入選。
- 1989年日本造園学会会長
- 1993年 京都造形芸術大学環境デザイン学科教授
- 1994年 日本公園緑地協会北村賞受賞
- 2002年 日本造園学会賞上原敬二賞受賞
- 2003年 京都大学名誉教授

文化庁文化財保護審議会第三調査会委員、京都府文化財保護審議会委員、京都市文化財保護審議会委員など多数。
受賞はこれまで、日本造園学会賞、日本公園緑地協会北村賞および国際功労賞、日本造園学会第21回上原敬二賞を受賞している。
主な著書に、『風景をつくる―現在の造園と伝統的日本庭園』（共著、昭和堂、2001）『造園の歴史と文化』（共著、養賢堂、1987）『造園修景大事典』（造園修景大辞典編集委員会編 1980, 同朋舎出版）など。訳書に『景観論』（ガレット・エクボ, 鹿島研究所出版会, 1972）
作品に、香里団地計画における緑地の計画、「米国ドーズ樹木園内日本庭園」「愛知県緑化センター」姫路城西御屋敷跡庭園「好古園」、オランダ・デンヘルダー市内日本庭園など多数。